# Powerchampion's League
 (juin 2013).
Cette page concerne la Powerchampion's League de foot fauteuil.
La 1re Powerchampion's League (coupe d'Europe des clubs de foot-fauteuil) se déroule du 8 au 9 novembre 2008 en France à Douai.
Voici les huit clubs qualifiés : Entente Marc Sautelet/Grafteaux Culture et Sport de Villeneuve d'Ascq , 
Centre de Kerpape APEK , Montauban Handisport , Amicale des Sports du Lycée Toulouse Lautrec de Vaucresson , London Aspire PSC , Newcastle Northern Thunder , Charleroi MEC  et Aarhus Rolling Devils . Tous les matchs de poules ont lieu le samedi 8 novembre au Gymnase Corot et au Gymnase Gayant, les demi-finales, matchs de classement et finale ont lieu le dimanche 9 novembre au Gymnase Corot.

## Phase de poules
| Poule A - Montauban Handisport - London Aspire PSC - Amicale des Sports du Lycée Toulouse Lautrec de Vaucresson - Entente Marc Sautelet/Grafteaux Culture et Sport de Villeneuve d'Ascq Poule B - Charleroi MEC - Newcastle Northern Thunder - Centre de Kerpape APEK - Aarhus Rolling Devils |

## Calendrier des matchs

### Matchs au Gymnase Corot
| Heure du match | Club                                                       | Score | Club                                                                  |
| -------------- | ---------------------------------------------------------- | ----- | --------------------------------------------------------------------- |
| 10 h           | London Aspire PSC                                          | 0-0   | Montauban Handisport                                                  |
| 11 h 15        | Amicale des Sports du Lycée Toulouse Lautrec de Vaucresson | 0-2   | Entente Marc Sautelet/Grafteaux Culture et Sport de Villeneuve d'Ascq |
| 14 h           | London Aspire PSC                                          | 1-1   | Amicale des Sports du Lycée Toulouse Lautrec de Vaucresson            |
| 15 h 15        | Montauban Handisport                                       | 3-0   | Entente Marc Sautelet/Grafteaux Culture et Sport de Villeneuve d'Ascq |
| 17 h           | London Aspire PSC                                          | 0-1   | Entente Marc Sautelet/Grafteaux Culture et Sport de Villeneuve d'Ascq |
| 18 h 15        | Montauban Handisport                                       | 2-1   | Amicale des Sports du Lycée Toulouse Lautrec de Vaucresson            |

### Matchs au Gymnase Gayant
| Heure du match | Club                       | Score | Club                   |
| -------------- | -------------------------- | ----- | ---------------------- |
| 10 h           | Newcastle Northern Thunder | 3-0   | Aarhus Rolling Devils  |
| 11 h 15        | Charleroi MEC              | 0-2   | Centre de Kerpape APEK |
| 14 h           | Newcastle Northern Thunder | 0-0   | Charleroi MEC          |
| 15 h 15        | Centre de Kerpape APEK     | 7-0   | Aarhus Rolling Devils  |
| 17 h           | Newcastle Northern Thunder | 0-5   | Centre de Kerpape APEK |
| 18 h 15        | Aarhus Rolling Devils      | 0-7   | Charleroi MEC          |

#### Classement Poule A
| Rang | Club                                                                  | J | G | N | P | Bp | Bc | Différence | Points |
| ---- | --------------------------------------------------------------------- | - | - | - | - | -- | -- | ---------- | ------ |
| 1    | Montauban Handisport                                                  | 3 | 2 | 1 | 0 | 5  | 1  | +4         | 7      |
| 2    | Entente Marc Sautelet/Grafteaux Culture et Sport de Villeneuve d'Ascq | 3 | 2 | 0 | 1 | 3  | 3  | 0          | 6      |
| 3    | London Aspire PSC                                                     | 3 | 0 | 2 | 1 | 1  | 2  | -1         | 2      |
| 4    | Amicale des Sports du Lycée Toulouse Lautrec de Vaucresson            | 3 | 0 | 1 | 2 | 2  | 5  | -3         | 1      |

#### Classement Poule B
| Rang | Club                       | J | G | N | P | Bp | Bc | Différence | Points |
| ---- | -------------------------- | - | - | - | - | -- | -- | ---------- | ------ |
| 1    | Centre de Kerpape APEK     | 3 | 3 | 0 | 0 | 14 | 0  | +14        | 9      |
| 2    | Charleroi MEC              | 3 | 1 | 1 | 1 | 7  | 2  | +5         | 4      |
| 3    | Newcastle Northern Thunder | 3 | 1 | 1 | 1 | 3  | 5  | -2         | 4      |
| 4    | Aarhus Rolling Devils      | 3 | 0 | 0 | 3 | 0  | 17 | -17        | 0      |

## Demi-finales
| Heure du match | Club                   | Score            | Club                                                                  |
| -------------- | ---------------------- | ---------------- | --------------------------------------------------------------------- |
| à 10 h         | Montauban Handisport   | 3-1              | Charleroi MEC                                                         |
| à 11 h 15      | Centre de Kerpape APEK | 1-1(3 t-a-b à 4) | Entente Marc Sautelet/Grafteaux Culture et Sport de Villeneuve d'Ascq |

## Matchs de classement
À partir de 14 h.

### Match pour la7eplace
| Club                                                       | Score | Club                  |
| ---------------------------------------------------------- | ----- | --------------------- |
| Amicale des Sports du Lycée Toulouse Lautrec de Vaucresson | 11-0  | Aarhus Rolling Devils |

### Match pour la5eplace
| Club              | Score | Club                       |
| ----------------- | ----- | -------------------------- |
| London Aspire PSC | 1-0   | Newcastle Northern Thunder |

### Match pour la3eplace
| Club          | Score | Club                   |
| ------------- | ----- | ---------------------- |
| Charleroi MEC | 1-2   | Centre de Kerpape APEK |

### Finale
| Heure du match | Club                 | Score | Club                                                                  | Lieu  |
| -------------- | -------------------- | ----- | --------------------------------------------------------------------- | ----- |
| 17 h 45        | Montauban Handisport | 1-0   | Entente Marc Sautelet/Grafteaux Culture et Sport de Villeneuve d'Ascq | Douai |

## Classement final
| Année           | 1er                  | 2e                                                                    | 3e                     | 4e            |
| --------------- | -------------------- | --------------------------------------------------------------------- | ---------------------- | ------------- |
| 9 novembre 2008 | Montauban Handisport | Entente Marc Sautelet/Grafteaux Culture et Sport de Villeneuve d'Ascq | Centre de Kerpape APEK | Charleroi MEC |

## Palmarès
| 9 novembre 2008 | Montauban Handisport | Entente Marc Sautelet/Grafteaux Culture et Sport de Villeneuve d'Ascq | Centre de Kerpape APEK | Charleroi MEC |
| 2009            |                      |                                                                       |                        |               |

### Tableau d'honneur
| Rang | Club                 | Nombre de titres | Dernier titre | Nombre de finales perdues | Dernière défaite en finale |
| ---- | -------------------- | ---------------- | ------------- | ------------------------- | -------------------------- |
| 1    | Montauban Handisport | 1                | 2008          | 0                         |                            |

## Bilans

### Par clubs
| Club                                                                  | Victoires | Finales perdues | Finales disputées | '3èmes places | 4èmes places | Années des victoires |
| --------------------------------------------------------------------- | --------- | --------------- | ----------------- | ------------- | ------------ | -------------------- |
| Montauban Handisport                                                  | 1         | 0               | 1                 | 0             | 0            | 2008                 |
| Entente Marc Sautelet/Grafteaux Culture et Sport de Villeneuve d'Ascq | 0         | 1               | 1                 | 0             | 0            |                      |
| Centre de Kerpape APEK                                                | 0         | 0               | 0                 | 1             | 0            |                      |
| Charleroi MEC                                                         | 0         | 0               | 0                 | 0             | 1            |                      |

### Par nations
| Club     | Victoires | Finales perdues | Finales disputées | '3èmes places | 4èmes places |
| -------- | --------- | --------------- | ----------------- | ------------- | ------------ |
| France   | 1         | 1               | 1                 | 1             | 0            |
| Belgique | 0         | 0               | 0                 | 0             | 1            |

## Statistiques
- Meilleure attaque de la phase de poules : 14 Centre de Kerpape APEK
- Meilleure défense de la phase de poules : 0 Centre de Kerpape APEK
- Meilleure attaque de la compétition (sans compter les tirs au but) : 17 Centre de Kerpape APEK
- Meilleure défense de la compétition (sans compter les tirs au but) : 2 Centre de Kerpape APEK  et Montauban Handisport

sources : http://www.foot-fauteuil.net/